# Connelles
Connelles är en kommun i departementet Eure i regionen Normandie i norra Frankrike. Kommunen ligger i kantonen Val-de-Reuil som tillhör arrondissementet Les Andelys. År 2022 hade Connelles 172 invånare.

## Befolkningsutveckling
Antalet invånare i kommunen Connelles
Referens:INSEE